# Enrique Antía
Enrique Andrés Antía Behrens (Maldonado, 30 de novembre de 1949) és un enginyer i polític uruguaià pertanyent al Partit Nacional. Va ser l'intendent del departament de Maldonado entre els anys 2000 i 2005 i, posteriorment, va ocupar el càrrec de senador de la República durant el període 2005–2010.
Va guanyar les eleccions municipals del 2000, i va ser intendent de Maldonado durant un període de cinc anys. Es va tornar a presentar a les eleccions municipals del 2005 però va ser derrotat pel candidat del Front Ampli, Óscar de los Santos.